# Eutanyacra glaucatoria
Eutanyacra glaucatoria là một loài tò vò trong họ Ichneumonidae.